# Escut de Sant Martí de Tous
L'escut oficial de Sant Martí de Tous té el següent blasonament:
Escut caironat: faixat d'argent i d'atzur en sis peces. Per timbre una corona mural de poble.

## Història
Va ser aprovat el 28 de febrer de 1990 i publicat al DOGC el 19 de març del mateix any amb el número 1269.
Són les armories dels Tous, senyors del castell del poble.